# Rundfunkjahr 1955

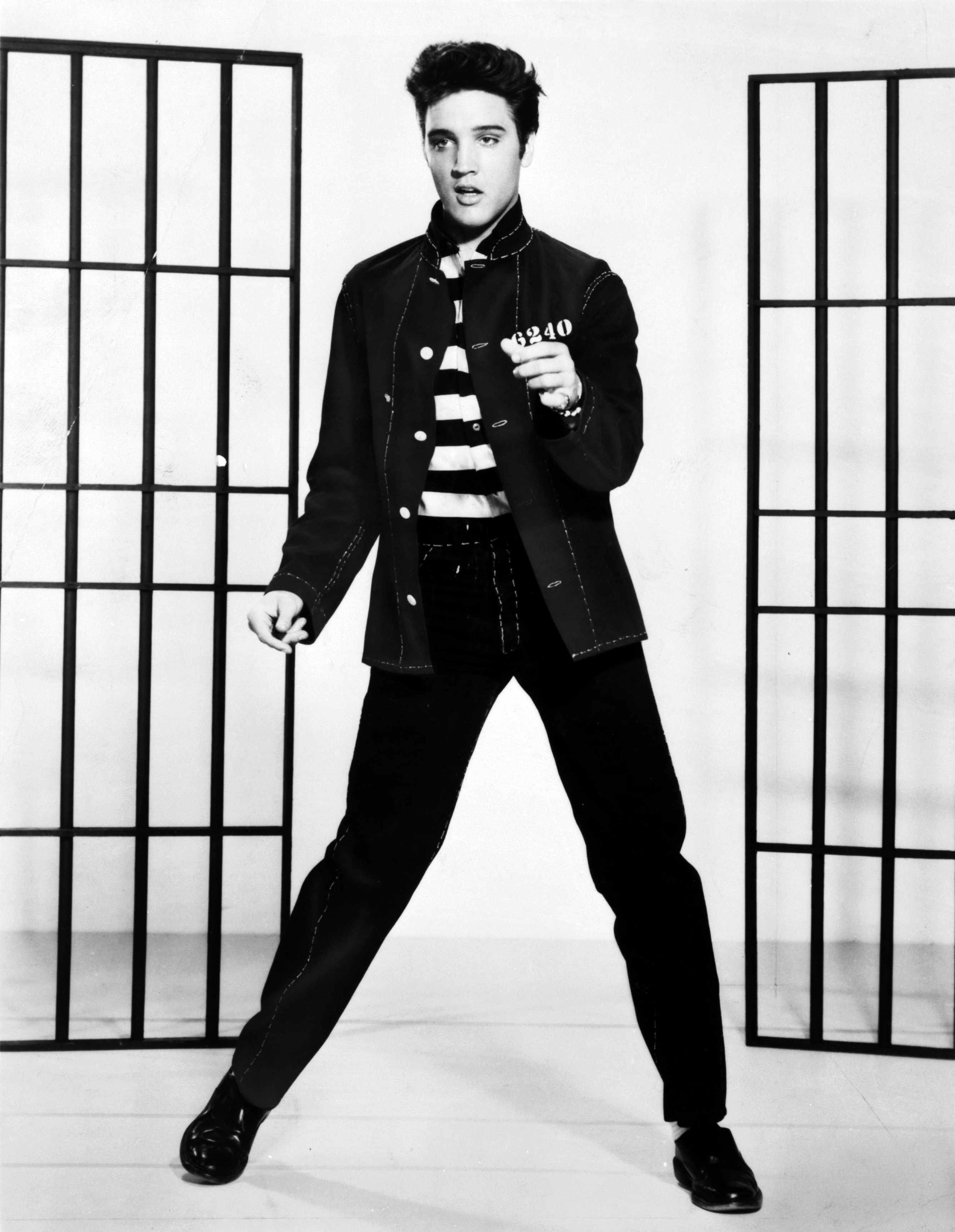
1955: Elvis Presley tritt zum ersten Mal im amerikanischen Fernsehen auf

Liste der Rundfunkjahre

◄◄ | ◄ | 1951 | 1952 | 1953 | 1954 | Rundfunkjahr 1955 | 1956 | 1957 | 1958 | 1959 | ► | ►►

Weitere Ereignisse

## Allgemein
- Mit der Unterzeichnung des österreichischen Staatsvertrages (15. Mai) im Wiener Belvedere und der Auflösung der alliierten Dienststellen der westlichen Besatzungsmächte in der Bundesrepublik Deutschland endet die Besatzungszeit und damit die unmittelbare Nachkriegszeit in beiden Ländern.

## Hörfunk
- 1. April – In Felsberg-Berus nimmt der französischsprachige Privatsender Europe 1 den Sendebetrieb auf. Der Sender Felsberg-Berus verdankt seine Existenz dem Sonderstatut des Saarlandes in den 1950er-Jahren.
- 22. Mai – The Jack Benny Programm wechselt von CBS Radio ins Fernsehen.
- 27. Juli – Die letzten Frequenzen des US-amerikanischen Besatzungssenders Rot-Weiß-Rot werden abgeschaltet. Am gleichen Tag wird Die Russische Stunde – ein Propagandaprogramm der sowjetischen Besatzungsmacht auf Radio Wien – eingestellt.
- 17. November – Die französischsprachigen öffentlich-rechtlichen Hörfunkanstalten Frankreichs, Belgiens, Kanadas und der Schweiz schließen sich zur Communauté des radios publiques de langue française (CRPLF) zusammen.
- 20. Dezember – Im ORF-Radio ist die erste Ausgabe des Nachrichtenmagazins Wir blenden auf Wir blenden ein zu hören.

## Fernsehen
- 2. Januar – Die erste Auflage der Quizsendung Was bin ich? mit Robert Lembke hat Premiere.
- 15. Januar – Die Benny Hill Show hat Premiere in der BBC, wechselt aber noch im gleichen Jahr zu dem neu gegründeten ITV.
- 1. April – Der US-amerikanische Fernsehsender DuMont Television Network strahlt die letzte Folge der Science-Fiction-Reihe Captain Video and His Video Rangers aus.
- 23. April – Der SDR beginnt mit der Ausstrahlung eines eigenen, regionalen Fernsehprogramms.
- 1. August – Der Fernsehsender auf dem Brocken, der das Programm des DDR-Fernsehens auch nach Westen abstrahlt, nimmt seinen Betrieb auf.
- 1. August – Der ORF startet seinen öffentlichen Fernsehversuchsbetrieb. Das Programm startet mit dem Logo des österreichischen Fernsehens mit dem Wiener Stephansdom. Erste Sendung ist eine Diskussionsrunde der Chefredakteure der wichtigsten österreichischen Tageszeitungen.
- 22. September – Mit Independent Television (ITV) startet der erste private Fernsehanbieter Großbritanniens.
- 28. September – In den USA werden die World Series erstmals in Farbe übertragen.
- Oktober – Die  RAI startet unter dem Titel Lascia o raddoppia? moderiert von  Mike Bongiorno erste Quizshow im italienischen Fernsehen
- 3. Oktober – Die erste Folge der Sendereihe Bilder aus der neuen Welt des US-Korrespondenten Peter von Zahn wird im deutschen Fernsehen ausgestrahlt.

## Geboren
- 6. Januar – Rowan Atkinson, britischer Komiker (Mr. Bean) wird im County Durham im Nordosten Englands geboren.
- 24. Februar – Steve Jobs, US-amerikanischer Unternehmer und Mitgründer der Computerfirma Apple wird in San Francisco geboren († 2011).
- 22. März – Günter Brödl, österreichischer Musikjournalist (Die Musicbox) und Songtexter wird in Wien geboren († 2000).
- 24. April – Helmut Brandstätter, österreichischer Fernsehjournalist und Medienmanager wird in Wien geboren.
- 24. April – John de Mol, niederländischer Fernsehproduzent wird in Hilversum geboren.
- 30. August – Helge Schneider, deutscher Kabarettist und Jazzmusiker wird in Mülheim an der Ruhr geboren.
- 5. Oktober – Michał Lorenc, polnischer Filmkomponist (u. a. Musik zu Die Flucht) wird in Warschau geboren